# Ján Ursíny
Ján Ursíny (ur. 11 października 1896 w Rakšy, zm. 8 stycznia 1972 tamże) – słowacki i czechosłowacki polityk, parlamentarzysta.

## Życiorys
Był słowackim politykiem i urzędnikiem kościoła ewangelickiego – przełożonym senioratu turczańskiego, współzałożycielem i pierwszym przełożonym zboru ewangelickiego w Pradze. W latach 30. działał w słowackim ruchu rolniczym, którego reprezentował także jako poseł do parlamentu Czechosłowacji.
Organizator i jeden z bezpośrednich inicjatorów słowackiego powstania narodowego (29 sierpnia 1944). Jako przedstawiciel SNR wraz z Lacem Novomeskim, uczestnik delegacji w Londynie na rokowania z Edvardem Benešem, a następnie w Moskwie. Konsekwentny zwolennik zasady równych w sprawie powojennego życia Czechów i Słowaków w Czechosłowacji. Z tego powodu często popadał w konflikt z kierunkiem czechosłowackim, mimo że tuż przed II wojną światową i w czasie wojny był w opozycji do narodu słowackiego w kwestii podziału Czechosłowacji.
Od kwietnia 1945 był przewodniczącym Stronnictwa Demokratycznego. Po wojnie został komisarzem ds. rolnictwa, a po wyborach w 1946 r. wiceprezesem pierwszego powojennego rządu czechosłowackiego. W 1947 został skompromitowany przez komunistów w tzw. aferze Obucha, która doprowadziła do jego przymusowego ustąpienia ze stanowiska (1948). W sfabrykowanym procesie został skazany na siedem lat więzienia. Zwolniono go w 1953, ale nie brał potem czynnego udziału w życiu politycznym. Zrehabilitowany w roku 1964.

## Ordery i odznaczenia
- Order Tomáša Garrigue Masaryka II klasy (pośmiertnie, 1992)[1][2]
- Order Słowackiego Powstania Narodowego I klasy (1945)
- Wielka Wstęga Orderu Odrodzenia Polski (5 lipca 1947)[3]